# Сокото (держава)
Халіфат Сокото — ісламська держава на території сучасної північної Нігерії, що існувала упродовж XIX століття і уствориласся у результаті Джихаду Фуламі. У результаті війни з Британією 1902–1903 р. халіфат був включений до протекторату Північна Нігерія, одначе місцеві еліти зберегли за собою певну владу. У наш час султани Сокото зберегли свою владу, як духовні правителі мусульман у Нігерії.

## Історія
Халіфат Сокото — одна з найбільших держав Західної Африки була утворена на початку XIX століття кочівниками народності фульбе на території проживання негритянської народності хауса. Історія цивілізації народності хауса налічувала уже понад 8 століть, вони були засновниками багатьох міст держав: Кано, Гобір, Бірам, Кацина, Зарія, Даура, Кеббі, Замфара та ін., які з XVI ст. підпали під залежність держави Сонгаї, потім Борну. Хауса були відомі по всій Західній Африці, як умілі ремісники і заповзяті торговці. Єдиного політично центру фульбе не мали — їх країна була розділена на численні емірати, що постійно ворогували між собою. Періодично той чи інший емірат встановлював свою гегемонію у регіоні. Спочатку таких гегемоном був Кано, потім Кацина, пізніше Замфара. А у другій половині 18 ст. лідерство перейшло до Гобіру.
Фульбе ж були кочівниками-скотарями. З XV ст. вони кочували по території Західної Африки. Велика кількість знатних фульбе займали вагомі посади у містах-державах Хауса, проте ані багатства, ані посади не урівнювали їх у політичних правах навіть із простолюдинами хауса.
Але на початку XIX ст. ситуація кардинально змінилася завдяки Осману дан Фодіо, мусульманському проповіднику народності фульбе, який у 1804 році оголосив Джихад та підняв повстання проти хауса. Будучи відомим серед населення проповідником він зміг підняти на повстання свій народ, а також велику кількість селян-хауса, які потерпали від нестерпних податків. В ході п'ятирічної війни (1804–1809) повстанці змогли не лише завоювати Гобір, але й інші міста-держави хауса і створити на їх території сильну централізовану теократичну державу, лідером якої проголосили Османа дан Фодіо. Після його смерті у 1817 році державою керували його нащадки.
У 1900 році британці почали війну із халіфатом. Після трьох років кровопролитних боїв британці здобули перемогу і посадили на престол лояльного їм правителя та встановили колоніальну адміністрацію. Таким чином халіфат Сокото увійшов до складу протекторату Північної Нігерії, а в 1914 в об'єднаний протекторат Нігерія.
Після здобуття Нігерією незалежності у 1960 році халіфи Сокото залишили за собою владу, як духовні лідери мусульман Нігерії.

## Список халіфів Сокото
- Осман дан Фодіо (1804–1815)
- Муххамад Белло (1815–1837)
- Абу Бакт Атіку І (1837–1842)
- Аліу Бабба (1842–1859)
- Ахмаду Атіку (1859–1866)
- Аліу Карамі (1866–1867)
- Ахмаду Руфаї (1867–1873)
- Абу Бакт Атіку ІІ (1873–1877)
- Муазу (1877–1881)
- Умар (1881–1891)
- Абд-ар Рахман Атіку (1891–1902)
- Мухаммаду Аттахіру (1902–1903)